# Magister des Europäischen Rechts
Der Master of European Laws bzw. Master of European and International Business Laws (von lat. legum magister europae, zu Deutsch Magister des europäischen (und internationalen) Wirtschaftsrechts, kurz LL.M. Eur.) ist ein postgradualer akademischer Grad. Es handelt sich um eine besondere Art des aus dem englischsprachigen Raum stammenden Master of Laws (LL.M.)-Abschlusses. LL.M. bedeutet legum magister, wobei die Abkürzung LL. für Rechte (also „Doppel-L“ für Plural) steht.

## LL.M. und LL.M. Eur.
Der Schwerpunkt eines klassischen LL.M.-Programms liegt auf der Vermittlung eines komprimierten Einblicks in eine nationale Rechtsordnung, hinzu kommen rechtsvergleichende Elemente. Im Regelfall wird es in den meisten Ländern mit Common law (wie Großbritannien oder den USA) absolviert und kann dort die Zulassung zur Anwaltschaft erleichtern bzw. ermöglichen. Neben dieser fachlichen Komponente ist der LL.M. – gerade bei international tätigen Anwaltssozietäten – ein anerkannter Nachweis englischer Sprachkenntnisse. Neben den angelsächsischen Ländern bieten auch deutsche und andere europäische Universitäten seit längerer Zeit Absolventen ausländischer Fakultäten einen LL.M.-Abschluss in der jeweiligen nationalen Rechtsordnung an.
Auf Grund des steigenden Bedarfs spezialisierter Juristen haben sich – neben den genannten LL.M.-Programmen – in den letzten Jahren vermehrt spezialisierende Studiengänge zu einzelnen Rechtsgebieten entwickelt. Sie stehen in- und ausländischen Absolventen gleichermaßen offen (Programme für Steuerrecht, Umweltrecht, Wirtschaftsrecht, Gewerblichen Rechtsschutz, Wirtschaftsstrafrecht, Finanzrecht u. a.).
Das Europäische Masterstudium (LL.M. Eur.) hat eine betont internationale fachliche Ausrichtung und soll die im Studium (meist nur rudimentär) erworbenen Kenntnisse des europäischen Wirtschaftsrechts vertiefen, um eine spätere Praxistätigkeit in diesen Bereichen zu fördern (z. B. in europäischen Institutionen). In Anbetracht der vielfältigen Einflüsse des Gemeinschaftsrechts auf die Rechtsordnungen der Mitgliedstaaten der Europäischen Union und die Zunahme grenzüberschreitender juristischer Sachverhalte kann das Aufbaustudium als sinnvolle Ergänzung zur klassischen Juristenausbildung angesehen werden, dessen fachliche Bedeutung aller Voraussicht nach weiter zunehmen wird. Es vermittelt unter anderem Inhalte aus dem Europarecht, dem Recht der europäischen Institutionen, dem Wettbewerbsrecht und gewerblichen Rechtsschutz, Umweltrecht, Gesellschaftsrecht, Kartellrecht, Wirtschaftsverwaltungsrecht und dem internationalen Privat- und Verfahrensrecht. Zudem machen Kooperationen zwischen europäischen Hochschulen Studienaufenthalte im Ausland möglich.
Teilweise wird, trotz des eindeutigen Schwerpunktes im europäischen Recht, auf den Zusatz Eur. verzichtet. Beispiel hierfür ist der Master in European Law (LL.M.) (Diplôme d’études approfondies en droit Européen) des Europakolleg (College of Europe).

## Studium
Das Aufbaustudium (die Regelstudienzeit beträgt meist zwei Semester) setzt einen ersten berufsqualifizierenden Abschluss voraus (in der Regel Erstes Juristisches Staatsexamen bzw. vergleichbare Abschlüsse). Einige Ausbildungsordnungen sehen darüber hinaus eine Zulassungsbeschränkung vor, d. h. der Zugang ist nur bei Erfüllung bestimmter Mindestnotenerfordernisse möglich. Darüber hinaus wird nicht selten der Nachweis von guten Kenntnissen der englischen und/oder französischen Sprache oder vorangegangene Auslandsaufenthalte gefordert, um den internationalen Charakter des Studiums zu betonen – fremdsprachige Veranstaltungen sind keine Seltenheit. Während der zumeist zweisemestrigen Studiendauer werden in der Regel bestimmte Leistungsnachweise (z. B. Klausuren) gefordert. Darüber hinaus ist überwiegend eine Magisterarbeit anzufertigen. Alternativ dazu können teilweise die Prüfungsleistungen auch aus Magisterarbeit und einer mündlichen Prüfung bestehen.
Folgende deutsche Universitäten bieten LL.M.Eur.-Studiengänge an: Europa-Institut Saarbrücken (LL.M.), Georg-August-Universität Göttingen („Magister Legum Europae“, MLE), Johann Wolfgang Goethe-Universität Frankfurt am Main, Julius-Maximilians-Universität Würzburg, Ludwig-Maximilians-Universität München, Universität Bremen, Universität Leipzig und Universität Passau (LL.M.).
An der Johannes Gutenberg-Universität Mainz wird der Magister des deutschen und ausländischen Rechts (Mag. iur.) verliehen. Das grundständige Jurastudium wird um ein einjähriges Auslandsstudium an einer der Partnerhochschulen erweitert, welches in der Sprache des jeweiligen Landes absolviert und im Wesentlichen mit einer rechtsvergleichenden Magisterarbeit abgeschlossen wird, die auf Deutsch und in der jeweiligen Landessprache abzufassen ist. Partnerhochschulen befinden sich unter anderem in Großbritannien, Finnland, Griechenland und Italien, aber auch im lateinamerikanischen Raum.

## Benotung
Die Benotung erfolgt nach den lateinischen Begriffen: summa cum laude ('hervorragend'), magna cum laude ('sehr gut'), cum laude – ('gut'), bene ('befriedigend'), rite ('ausreichend'), insufficienter ('ungenügend', durchgefallen).

## Gebühren
Die deutschen Fakultäten erheben für das europäische Magisterstudium in der Regel (noch) keine besonderen, d. h. über allgemeine Studiengebühren hinausgehenden Kostenbeiträge. Dies ist beim LL.M. im englischsprachigen Ausland grundlegend anders, Gesamtkosten von bis zu 30.000 Euro sind dort keine Seltenheit. In Deutschland verlangen beispielsweise das Europa-Institut Saarbrücken € 2.800 (Stand: WS 2018/2019) oder die Hochschule für Wirtschaft und Umwelt Nürtingen-Geislingen € 3.000 an Gebühren je Semester.

## Magister Legum Europae
→ Siehe dazu: Magister Legum Europae.
Der Magister Legum Europae (MLE) ist ein europäischer Magisterabschluss und trägt den stetig zunehmenden Auswirkungen der europäischen Integration auf die Rechtswissenschaften Rechnung.
Der MLE ist ein Ergänzungsstudium und daher vom postgradualen LL.M.-Studiengang abzugrenzen.